# David Zepeda
David Anastasio Zepeda Quintero (Nogales, Sonora; 19 de setembro de 1973) é um ator mexicano. Ele é mais conhecido pelos seus papeis como Bruno Albéniz em Sortilegio (2009), Alonso em Soy tu dueña (2010), Ivan Villagomez em La fuerza del destino (2011), Damián Arango em Abismo de pasión (2012), Ricardo Breton em Mentir para vivir (2013), Ramiro Fuentes em Tres veces Ana (2016), Ryan Cabrera em La doble vida de Estela Carrillo (2017) ,Ricardo Bustamante em Por amar sin ley (2018), Ángel em Pienso en ti e Maximiliano em Acorralada (2007).

## Biografia
David estudou Direito pela Universidad de Sonora e atuação no (CFA) Centro de Formación Actoral da TV Azteca. Como modelo ele representou o México no concurso Manhunt International no ano de 2000, ficando em segundo lugar.
Ele iniciou sua carreira de ator participando das  telenovelas da rede televisão mexicana TV Azteca, eventualmente viajou para os Estados Unidos onde apareceu em alguns capítulos de importantes séries de televisão, como The Shield, Buffy a Caça-Vampiros, ER e Boston Public entre outras.
Mas foi com seu retorno ao México atuando como “Omar” na telenovela Los Sánchez em 2004, que ele teve sua grande oportunidade de mostrar seu talento como ator, contracenando com os atores Luis Felipe Tovar e Víctor García Pérez.
No ano de 2006 David protagonizou a telenovela Amores cruzados al lado de Patricia Vásquez, Michel Gurfi, Ana Lucía Domíngez  e Fernando Ciangherotti, em uma produção da TV Azteca em conjunto com Caracol TV da Colômbia, pais onde foi gravada uma parte da história. A partir dai se abriram as portas para seu segundo papel como protagonista esta vez pela rede Venevisión, onde filmou em Miami a telenovela Acorralada com Sonya Smith, Alejandra Lazcano, William Levy e Mariana Torres, David interpretou o papel de "Maximiliano Irazabal".
No ano de 2009 David voltou ao México, participou na rede Televisa da telenovela Sortilégio produzida por Carla Estrada, tendo um papel de antagonista, esta foi protagonizada pelos atores Jacqueline Bracamontes e Willian Levy com quem David já havia trabalhado anteriormente.
Em 2010 ele atuou no remake a telenovela Soy tu dueña, protagonizada por Lucero e Fernando Colunga, e produzida por Nicandro Díaz González, novamente David no como Alonso Penalva co-protagonista cômico da história juntamente com a atriz Gabriela Spanic.
Em 2011 protagonizou a telenovela La Fuerza del Destino produzida por Rosy Ocampo para Televisa.
No ano de 2012 David protagonizou com a atriz Angelique Boyer a telenovela Abismo de Pasión, que é um remake da telenovela Cañaveral de pasiones, esta nova versão foi produzida por Angelli Nesma Medina.
Em 2013, David protagonizou com a atriz Mayrin Villanueva a novela Mentir para vivir, uma historia original escrita por Maria Zarattini, a mesma escritora de La Fuerza del Destino e produzida por Rosy Ocampo para Televisa.
Em outubro de 2014, substituiu o ator Pedro Fernández na telenovela Hasta el fin del mundo, assumindo assim mais um protagonista. 

## Vida pessoal
Discreto e atualmente solteiro, manteve um longo relacionamento com a atriz Lina Radwan até 2019.
Ao anunciar o término, o ator ressaltou ter sido um grande amor.

## Filmografia

### Cinema
| Ano  | Titulo             | Personagem |
| ---- | ------------------ | ---------- |
| 2003 | Jeepers Creepers 2 | Membro     |
| 2004 | Desnudos           | Julio      |
| 2008 | Two of a Kind      | Alex       |

### Televisão
| Ano       | Titulo                              | Personagem                                                       | Notas                                     |
| --------- | ----------------------------------- | ---------------------------------------------------------------- | ----------------------------------------- |
| 1999      | Marea Brava                         | Marcos                                                           |                                           |
| 2001      | Como en el cine                     | Francisco "Paco"                                                 |                                           |
| 2002      | American Family                     |                                                                  | Episódio: "Circle of Fire"                |
| 2002      | The Shield                          | Orlando                                                          | Episódio: "Carnivores"                    |
| 2002      | Buffy the Vampire Slayer            | Carlos                                                           | Episódio: "Lessons"                       |
| 2002      | Boston Public                       | Rob                                                              | Episódio: "Chapter Fifty"                 |
| 2003      | Grounded for Life                   | Boy                                                              | Episódio: "I Just Paid to Say I Love You" |
| 2003      | 10-8: Officers on Duty              | Denny Chestnut                                                   | Episódio: "Mercy, Mercy Me"               |
| 2004      | Monk                                | Jose Alverez                                                     | Episódio: "Mr. Monk and the Paperboy"     |
| 2004      | ER                                  | EEG Tech                                                         | Episódio: "Just a Touch"                  |
| 2004      | Eve                                 | Waiter                                                           | Episódio: "For Love and Money"            |
| 2004      | La heredera                         | Fabián                                                           |                                           |
| 2004      | Los Sánchez                         | Omar Sánchez                                                     | 3 Episódios                               |
| 2006      | Amores cruzados                     | Diego Fernández Suárez                                           |                                           |
| 2007      | Acorralada                          | Maximiliano "Max" Irazábal Alarcón                               |                                           |
| 2009      | Sortilégio                          | Bruno Damián Albéniz Sarmiento / Bruno Damián Lombardo Sarmiento | Antagonista                               |
| 2010      | Soy tu dueña                        | Alonso Peñalvert                                                 | Antagonista                               |
| 2011      | La fuerza del destino               | Iván Villagómez / Iván McGuire                                   | Protagonista                              |
| 2012      | Abismo de pasión                    | Damián Arango Mondragón                                          | Protagonista                              |
| 2013      | Mentir para vivir                   | Ricardo Sánchez Bretón                                           | Protagonista                              |
| 2014      | Hasta el fin del mundo              | Salvador "Chava" Cruz Sánchez                                    | Protagonista                              |
| 2016      | Tres veces Ana                      | Ramiro Fuentes                                                   | Protagonista                              |
| 2017      | La doble vida de Estela Carrillo    | Ryan Cabrera Toribio                                             | Protagonista                              |
| 2018      | Por amar sin ley                    | Ricardo Bustamante                                               | Protagonista                              |
| 2020      | La doña                             | José Luis Navarrete                                              | Co-Protagonista                           |
| 2020      | Médicos, línea de vida              | Ricardo Bustamante (cameo)                                       | Participação Especial                     |
| 2020      | Vencer el desamor                   | Álvaro Falcón Albarrán                                           | Protagonista                              |
| 2021      | Mi fortuna es amarte                | Vicente "Chente" Ramírez Pérez                                   | Protagonista                              |
| 2022      | Vencer la ausencia                  | Jerónimo Garrido                                                 | Protagonista                              |
| 2023      | Pienso en ti                        | Ángel Santiago Vásquez                                           | Protagonista                              |
| 2025      | A.mar, donde el amor teje sus redes | Fabián Bravo Jiménez                                             | Protagonista                              |
| 2025-2026 | Los hilos del pasado                | Padre Salvador                                                   | Co-Protagonista                           |

## Prêmios e nomeações
- 2009: No México, é parte da lista de "Los 12 hombres más sexys" publicada pela revista Quién.[10]

### Prêmios TVyNovelas
| Ano  | Categoria                   | Telenovela                       | Resultado |
| ---- | --------------------------- | -------------------------------- | --------- |
| 2010 | Melhor Ator Antagonista     | Sortilégio                       | Venceu    |
| 2011 | Melhor Ator Co-protagonista | Soy tu dueña                     | Indicado  |
| 2012 | Melhor Ator Protagonista    | La fuerza del destino            | Indicado  |
| 2013 | Melhor Ator Protagonista    | Abismo de pasión                 | Venceu    |
| 2014 | Melhor Ator Protagonista    | Mentir para vivir                | Indicado  |
| 2018 | Melhor Ator Protagonista    | La doble vida de Estela Carrillo | Indicado  |
| 2019 | Melhor Ator Protagonista    | Por amar sin ley                 | Indicado  |